# Doctor of Philosophy

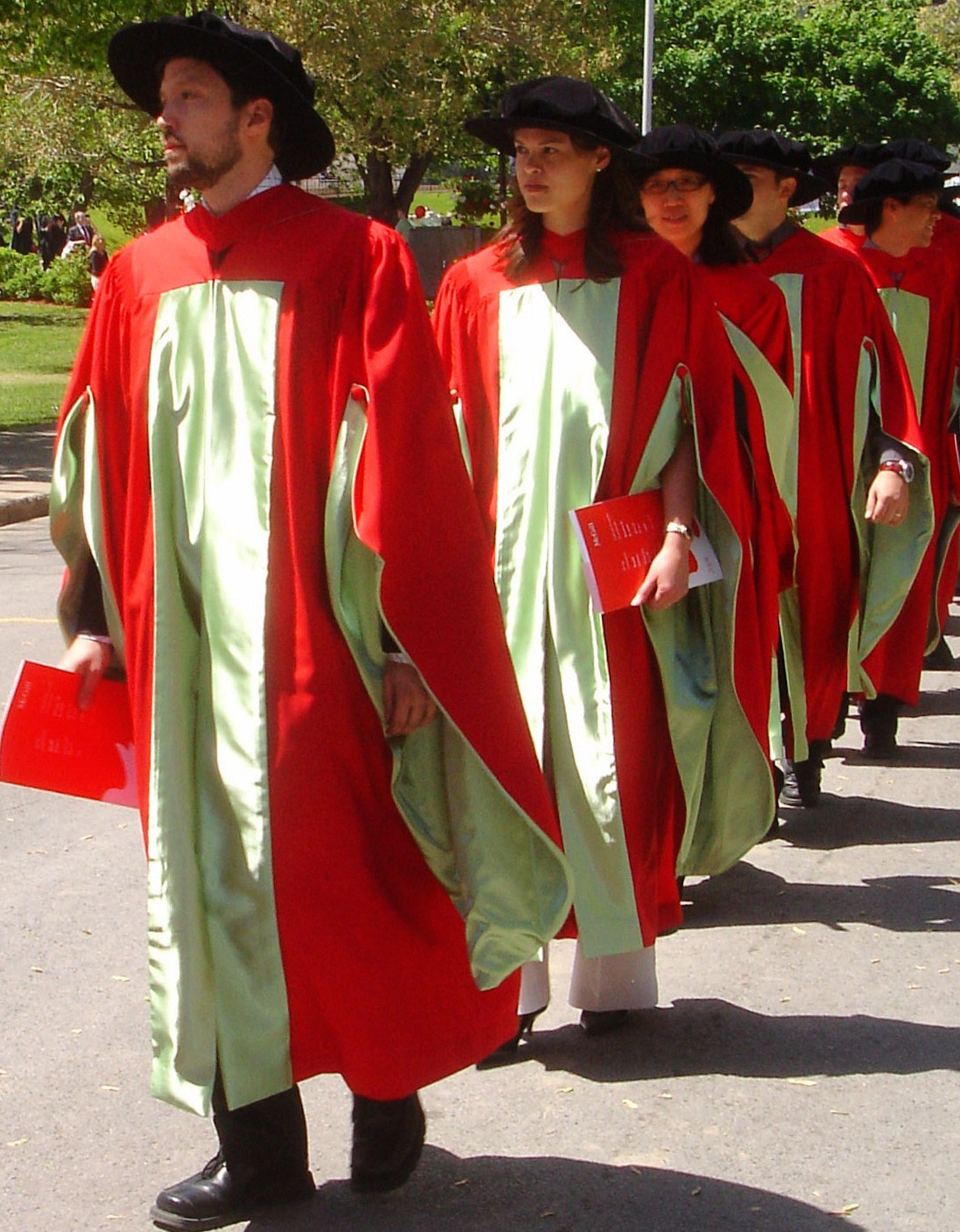
Sinh viên trường Đại học McGill tốt nghiệp bằng PhD

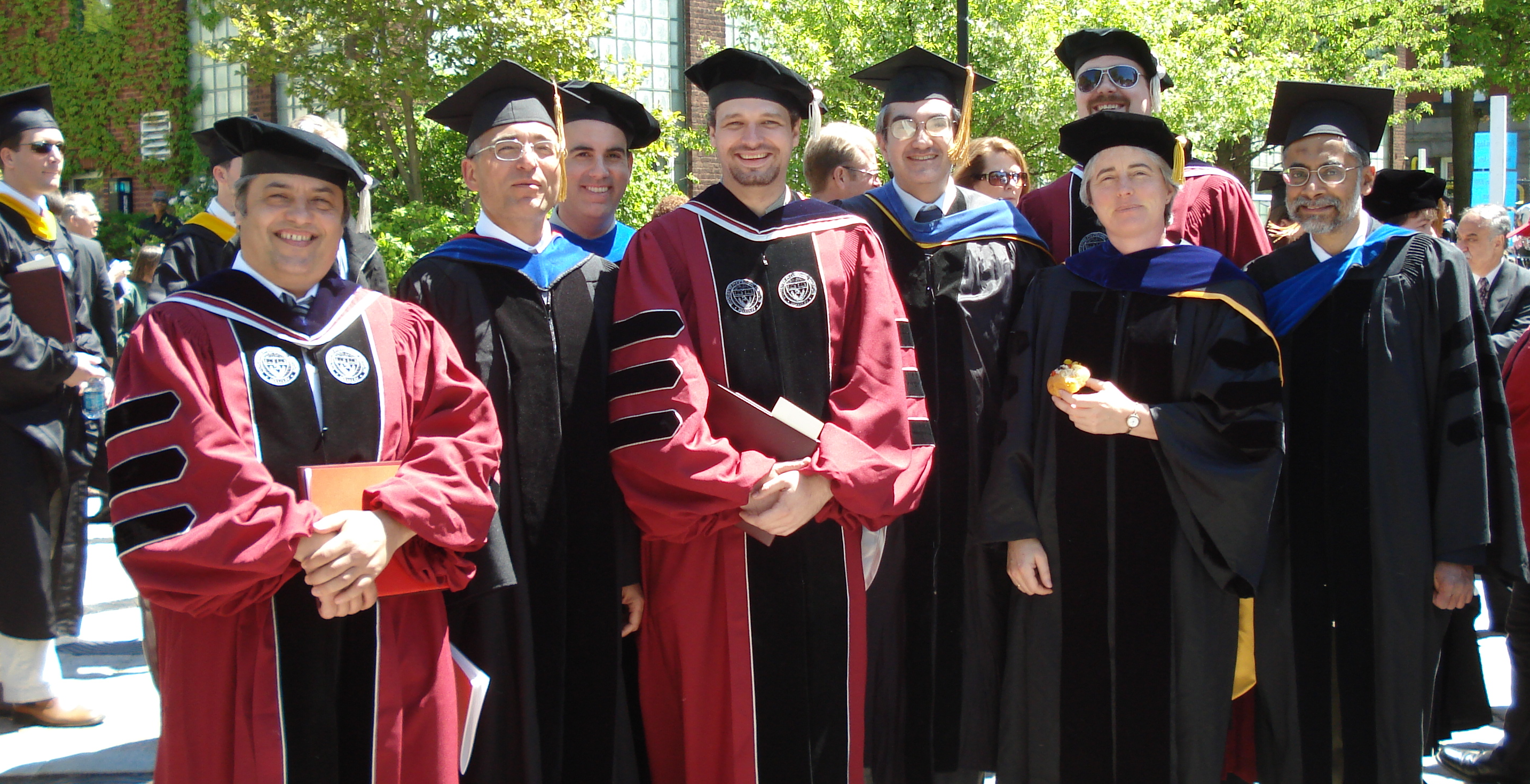
Các học viên tốt nghiệp PhD cùng thầy giáo của họ

Doctor of Philosophy (PhD, Ph.D., DPhil; tiếng Latinh Philosophiae doctor hay Doctor philosophiae) hay Tiến sĩ (các ngành nói chung) là học vị cao nhất trong trình độ học thuật, được trao trong các trường đại học ở hầu hết các nước nói tiếng Anh. Bằng này xuất hiện lần đầu tiên ở Đức, sau đó nó dần được Mỹ và các nước phương Tây đưa vào chương trình giáo dục. Ở Mỹ, PhD xuất hiện từ khoảng cuối thế kỷ 18.